# Клав — син Мартіна
«Клав — син Мартіна» (латис. «Klāvs, Mārtiņa dēls») — радянський художній фільм 1970 року, кіноповість знята режисером Ольгертом Дункерсом на Ризькій кіностудії.

## Сюжет
Після служби в армії Клав Віксна повертається в свій колгосп, який в післявоєнні роки організував його батько Мартін. Хлопець працює трактористом і, час від часу, конфліктує то з нареченою, яка мріє про міське життя, то з братом, явним кар'єристом, і з тими, хто ненароком попадеться під руку. Так — сварка за сваркою — і Клав спився. Почав прогулювати і дійшов до того, що його перевели в рільничу бригаду. Ображений Клав поїхав в місто і там почав нормальне, тверезе життя. А коли приїхав додому, щоб поховати матір, рішуче залишився назавжди.

## У ролях
- Юріс Камінскіс — Клав Віксна
- Велта Ліне — Ілзе
- Ельза Радзіня — Анце
- Лідія Фреймане — Валія
- Ліліта Озоліня — Ласма
- Мірдза Мартінсоне — Міра
- Ліґа Ліепіня — Білле
- Карліс Себріс — Жаніс, голова колгоспу
- Улдіс Ваздікс — Імантс
- Елвіра Балдіня — вчителька
- Діна Купле — Тілла
- Мартиньш Вердиньш — пастух Бенюкс
- Вайроніс Яканс — Хабекс
- Харальд Топсіс — Стонка

## Знімальна група
- Автор сценарію: Яніс Лусіс
- Режисер-постановник: Ольґертс Дункерс
- Оператор-постановник: Мікс Звірбуліс
- Художник-постановник: Гунарс Балодіс
- Композитор: Раймонд Паулс
- Монтажер: Еріка Мешковська